# Бен-Хур (филм из 1959)
Бен-Хур (енгл. Ben-Hur) амерички је епски историјски филм из 1959. године, којег је режирао Вилијам Вајлер, продуцирао Сам Зимбалист, док насловну улогу тумачи Чарлтон Хестон. Снимљен је по истоименом роману Луа Волиса и представља римејк истоименог немог филма из 1925. године. Карл Танберг је потписан као сценариста, иако су Максвел Андерсон, С. Н. Берман, Гор Видал и Кристофер Фрај допринели сценарију. Филм прати богатог Јеврејина Јуду Бен-Хура, којег је његов римски пријатељ Месала послао у робље.
Бен-Хур је имао највећи буџет (преко 15 милиона долара), као и највеће направљене сетове, од свих филмова снимљених до тада. Костимографкиња Елизабет Хафенден надгледала је особље од 100 произвођача гардеробе за израду костима, а радионица која је запошљавала 200 уметника и радника обезбедила је стотине фризова и статуа потребних за филм. Снимање је почело 18. маја 1958, завршено је 7. јануара 1959. године, а снимање се одвијало 12 до 14 сати дневно и шест дана у недељи. Предпродукција је почела у Италији око октобра 1957. године, а постпродукција је трајала шест месеци. Под вођством сниматеља Роберта Л. Сертиса, руководиоци компаније Metro-Goldwyn-Mayer су одлучили да продуцирају филм у формату за широки екран. У снимању филма коришћено је преко 200 камила и 2.500 коња, са око 10.000 статиста. Битка на мору је снимљена коришћењем минијатура у огромном резервоару у MGM студију у Калвер Ситију у Калифорнији. Деветоминутна трка кочија постала је једна од најпознатијих филмских акционих секвенци, а партитура, коју је компоновао и дириговао Миклош Рожа, била је у то време најдужа икада компонована за филм и остварила је велики утицај на филмове.
Након маркетиншке кампање од 14,7 милиона долара, Бен-Хур је премијерно приказан у Њујорку 18. новембра 1959. године. Био је то филм са најбржом зарадом, као и филм са највећом зарадом из 1959. године, поставши други филм са највећом зарадом у то време, иза филма Прохујало са вихором. Освојио је рекордних једанаест Оскара, укључујући оне за најбољи филм, најбољу режију (Вилер), најбољег глумца у главној улози (Хестон), најбољег глумца у споредној улози (Грифит) и најбољу фотографију у боји (Сертис); такође је освојио Златне глобусе за најбољи филм – драма, најбољу режију и најбољу споредну мушку улогу – филм (Бојд). Године 1998, Амерички филмски институт прогласио га је 72. најбољим америчким филмом и другим најбољим америчким епским филмом на листи АФИ-јевих 10 топ 10. Године 2004, Национални одбор за заштиту филмова одабрао је Бен-Хура за чување у Конгресној библиотеци због „културолошког, историјског или естетског значаја”.

## Радња
У прологу, беба се рађа у Витлејему међу пастирима и посећују га мудраци у пећини.
Године 26, Јуда Бен-Хур је богати јеврејски принц и трговац у Јерусалиму, који живи са својом мајком Миријам и сестром Тирзом. Породични лојални роб, трговац Симонид, долази у посету са својом ћерком Естер. Видевши се први пут од детињства, Јуда и Естер се заљубљују, али она је верена за другог. Након неколико година одсуства из Јерусалима, Јудин пријатељ из детињства Месала враћа се као командант тврђаве Антонија. Месала верује у славу Рима и његову царску моћ, док је Јуда одан својој вери и слободи јеврејског народа. Ова разлика изазива напетост међу пријатељима и резултира њиховим разлазом након што Месала постави ултиматум тражећи да Јуда испоручи потенцијалне побуњенике римским властима.
Током параде за новог префекта Јудеје, Валерија Грата, лабави цреп пада са крова Јудине куће и уплаши коње који збацују Грата, умало га убивши. Иако Месала зна да је ово био несрећан случај, он осуђује Јуду на галије и затвара Миријам и Тирзу. Симонид се суочава са Месалом и такође бива затворен. Јуда се заклиње да ће се осветити Месали. Док римски војници воде Јуду и друге робове према галијама, заустављају се у Назарету како би напојили коње. Јуда моли за воду, али му је командант римског одреда ускраћује. Јуда се сруши, али се повраћа када му Исус да воду.
После три године робовања на галији, Јуда је додељен главном броду римског конзула Квинта Арија, који је задужен за уништавање флоте македонских пирата. Арије се диви Јудиној одлучности и самодисциплини и нуди му обуку за гладијатора или возача кочија. Јуда одбија понуду. Када римска флота наиђе на Македонце, Арије је изузео Јуду, међу свим веслачима, од везивања ланцима за брод. Аријева галија је пробијена и потопљена, али Јуда ослобађа што више других веслача колико може и спасава Арија. Арије верује да је изгубио битку и покушава да се самоубије, али Јуда га зауставља. Након што су спашени, Арију је речено да је његова флота однела одлучујућу победу. Арије моли цара Тиберија да ослободи Јуду, након чега га усваја за сина.
Јуда постаје шампион у тркама кочија, а затим се враћа у Јудеју. Успут упознаје мудраца Валтазара и арапског шеика Илдерима. Након што је приметио Јудину храброст као возача кочија, шеик га замоли да вози његову квадригу у трци пред новим префектом Јудеје, Понтијом Пилатом. Јуда одбија, чак и након што је сазнао да ће се Месала такмичити. Јуда се враћа у Јерусалим, где проналази Естер и сазнаје да она још увек није удата и да га и даље воли. Миријам и Тирса су у затвору оболеле од губе и протеране из града. Њих две моле Естер да сакрије њихово стање од Јуде, па Естер говори Јуди да су умрле. Јуда разбија мезузу своје породице, а затим тражи освету такмичећи се против Месале у трци кочија. Шеик Илдерим подстиче Месалу да направи огромну опкладу на себе.
Током трке, Месала вози кочију са оштрицама на главчинама како би онеспособио своје конкуренте. Покушава да уништи Јудину кочију, али уместо тога разбија своју. Коњи настављају да га вуку и газе га друга кола, док Јуда побеђује у трци. Пре смрти, Месала каже Јуди да потражи своју породицу у Долини губаваца.
Јуда посећује колонију губаваца, где се суочава са Естер док она испоручује намирнице његовој мајци и сестри. Естер убеђује Јуду да их не види. Јуда посећује Пилата и одбацује своје право својине и римско држављанство. Враћа се са Естер у колонију губаваца, открива се Миријам и сазнаје да Тирза умире. Јуда и Естер воде Миријам и Тирзу да виде Исуса, али суђење Исусу је већ почело. Док Исус носи свој крст улицама, он се руши. Јуда га препознаје као човека који му је годинама раније дао воду и узвраћа му је. Док је Јуда сведок Исусовог распећа, Мирјам и Тирза су чудесно излечене.

## Улоге
| Глумац         | Улога         |
| -------------- | ------------- |
| Чарлтон Хестон | Јуда Бен-Хур  |
| Џек Хокинс     | Квинт Арије   |
| Хеја Харарит   | Естер         |
| Стивен Бојд    | Месала        |
| Хју Грифит     | шеик Илдерим  |
| Марта Скот     | Миријам       |
| Кети О'Донел   | Тирза         |
| Сем Џафи       | Симонид       |
| Финли Кари     | Валтазар      |
| Френк Тринг    | Понтије Пилат |
| Клод Хитер     | Исус Христ    |

## Награде
- 4 Златна глобуса (најбољи филм, режија, споредни глумац Стивен Бојд, награда за режију трке са кочијама) и једна номинација (најбољи главни глумац Чарлтон Хестон).
- 11 освојених Оскара (најбољи филм, режија, главни глумац Чарлтон Хестон, споредни глумац Хју Грифит, сценографија, фотографија, костими, специјални ефекти, монтажа, музика) и једна номинација за најбољи сценарио.[4]
- Награда БАФТА за најбољи филм